# 69-я эскадрилья ВВС Израиля

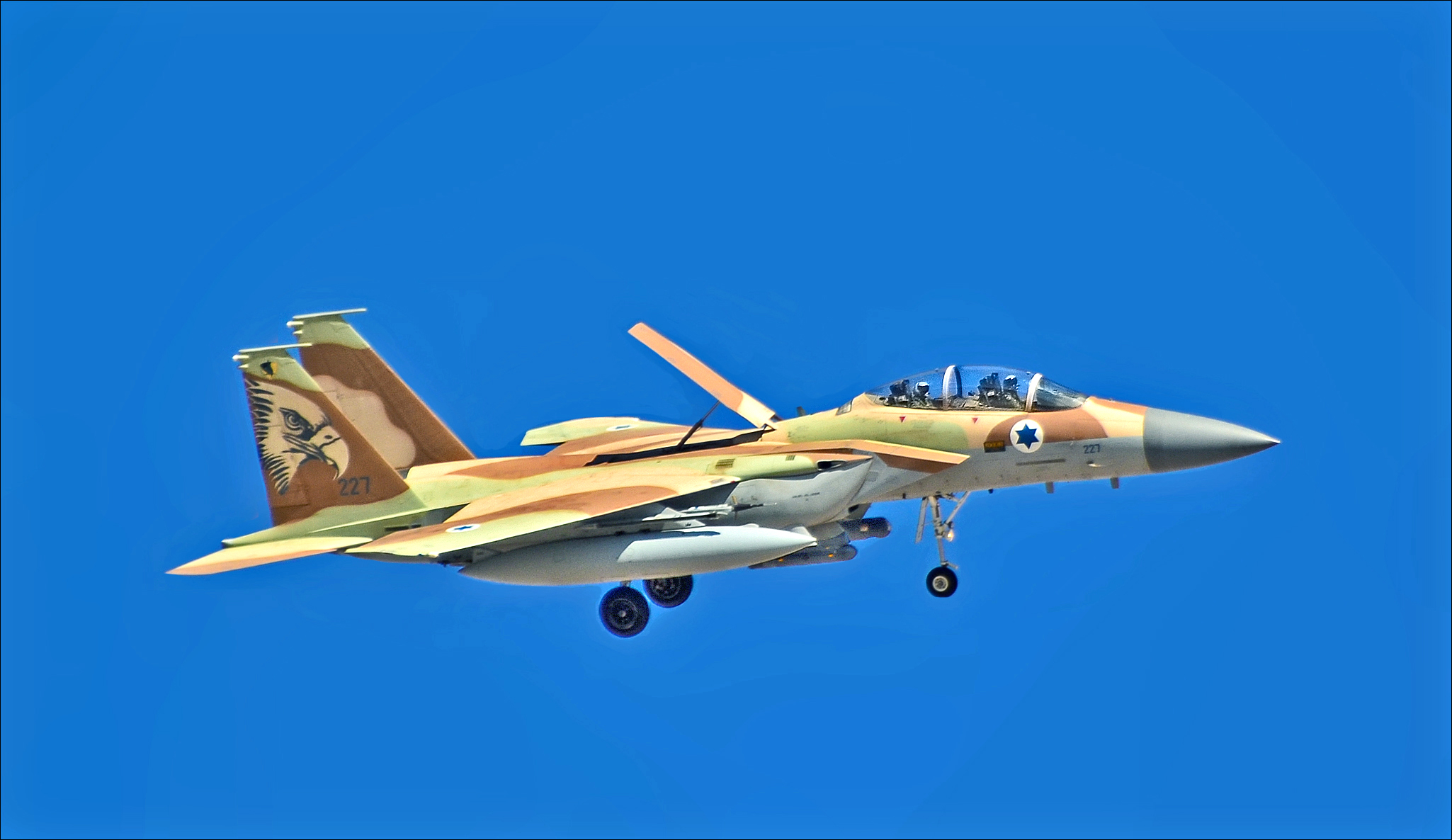
Истребитель F-15i 69-й эскадрильи ВВС Израиля "Молотки" в 2015 году

69-я эскадрилья "Молотки" (ивр. טייסת 69 - טייסת הפטישים‎) это эскадрилья ВВС Израиля, эксплуатирующая F-15I Thunder на авиабазе Хацерим. Эскадрилья была сформирован в июле 1948 года для эксплуатации трех B-17 Flying Fortress, приобретённых в Соединённых Штатах. До этого израильские ВВС использовали модифицированные транспортные самолёты, такие как C-47 и de Havilland Dragon Rapide. Эскадрилья принимала участие в арабо-израильской войне 1948 года, также в Суэцком кризисе, после которого была расформирована. Была вновь создана в 1969 году и стала летать на F-4 Phantom II, известными в Израиле как Kurnass. На этих самолётах эскадрилья участвовала  на протяжении 25 лет в таких конфликтах как Война на истощение, Война Судного дня, Первая Ливанская война. Эскадрилья часто играла центральную роль в подавлении сил ПВО противника силами ВВС и неоднократно принимала участие в боях против египетских и сирийских комплексов ПВО. Истребители Phantom были списаны в 1994 году, после чего в 1998 году на вооружение эскадрильи поступили F-15I Thunder. 6 сентября 2007 года вместе с 119-й и 253-й, 69-я эскадрилья принимала участие в операции «Фруктовый сад», нанеся удары по ядерным объектам Сирии.